# Petrus Cornelis Nahuys
Petrus Cornelis baron Nahuys (Harderwijk, 18 augustus 1803 - Ermelo, 19 april 1882) was een Nederlands politicus. Hij was de zoon van generaal-majoor baron Huibert Gerard Nahuys van Burgst.
Nahuys was rechter in de arrondissementsrechtbank te Arnhem van 1838 tot 1865. Hierna was hij lid van de Provinciale Staten in Gelderland voor opeenvolgend de kiesdistricten Harderwijk en Ede. Van 1869 tot 1878 was hij commissaris des Konings in de provincie Overijssel.
Tijdens zijn militaire dienst was hij vrijwilliger te Java en nam hij deel aan de strafexpeditie tegen de opstandige Diponegoro.
- Biografisch Portaal: 10063784
- International Standard Name Identifier: 0000 0003 9440 5211
- Nederlandse Thesaurus van Auteursnamen: 072682213
- Parlement.com: vg09llyzbmvb
- Virtual International Authority File: 288914061
- WorldCat: E39PBJd3PCFChPc6cfdMXdcpT3